# درازپوزگان
درازپوزگان (به لاتین: Longirostres) تبارشاخه‌ای از تمساح‌سانان است که شامل تمساح‌ها و تمساحان پوزه‌باریک به استثنای الیگاتورواران می‌شود. در سال ۲۰۰۳ توسط هارشمن و همکاران نامگذاری شد. درازپوزگان یک گروه تاج است که از نظر تبارزایی به عنوان آخرین جد مشترک تمساح نیل Crocodylus niloticus و تمساح پوزه‌باریک گنگی Gavialis gangeticus و همه فرزندان آن تعریف شده‌است.